# Вороніхинська сільська рада
Вороні́хинська сільська рада (рос. Воронихинский сельский совет) — сільське поселення у складі Ребріхинського району Алтайського краю Росії.
Адміністративний центр та єдиний населений пункт — село Вороніха.

## Населення
Населення — 826 осіб (2019; 969 в 2010, 1166 у 2002).